# Bee Train

Logo

Bee Train K.K. (japanisch ビィートレイン株式会社, Bītorein Kabushiki-gaisha, engl. BEE TRAIN Production Inc.) ist ein japanisches Zeichentrickstudio mit Sitz in Musashino, das unter anderem an der Produktion von Anime-Serien wie Noir, .hack//SIGN und Madlax mitwirkte.

## Geschichte
Bee Train wurde am 5. Juni 1997 von Kōichi Mashimo als ein Tochterstudio von Production I.G gegründet und arbeitete mit XEBEC, einem weiteren Tochterstudio, eng zusammen. Das Studio selbst wurde auf Bitte Mashimos mit dem Ziel geschaffen, weder Verluste noch Profit zu machen und sollte als „Krankenhaus für Animatoren“ dienen.
Die ersten Veröffentlichungen des Studios waren Anime-Adaptionen von Computerspielen, wie PoPoLoCrois, Arc the Lad, Wild ARMs oder Medabots. Diese wurden als Beigaben zu den Spielen produziert. Diese Produktionen überzeugten Bandai davon, Bee Train den Auftrag zu geben, eine OVA basierend auf dem bekannten Spiel .hack zu produzieren. Diese trug den Namen .hack//Liminality und wurde als Bonusmaterial zu den vier verschiedenen Spielen veröffentlicht. Parallel dazu fiel die Entscheidung die Spiele über eine Fernsehserie, welche 2002 als .hack//SIGN erschien, zu bewerben. Diese Serie entwickelte sich zu einem der bekanntesten Werke von Bee Train.

## Yuri-Fandom
Da in den meisten Produktionen die Protagonistinnen als ausdrucksstarke weibliche Leitfiguren porträtiert werden, die untereinander in spekulativ-mehrdeutigen Beziehungen stehen, besitzt Bee Train im Yuri-Fandom eine gewisse Anhängerschaft.

## Produktionen

### Fernsehserien
- 2001: Noir
- 2002: .hack//SIGN
- 2003: Avenger
- 2003: .hack//Legend Of The Twilight
- 2004: Gin’yū Mokushiroku Meine Liebe
- 2004: Madlax
- 2005: Tsubasa Chronicle
- 2006: Gin’yū Mokushiroku Meine Liebe wieder
- 2006: .hack//Roots
- 2007: El Cazador
- 2008: Mugen no Jūnin
- 2009: Phantom – Requiem for the Phantom
- 2010: Shinrei Tantei Yakumo
- 2011: Hyōge Mono

### Weitere Anime-Produktionen
- 2002: .hack//Intermezzo (OVA)
- 2002: .hack//Liminality (OVA)
- 2003: .hack//Gift (OVA)
- 2003: .hack//Unison (OVA)
- 2007: Murder Princess (OVA)
- 2010: Halo Legends (OVA)